# Inostemma bonessi
Inostemma bonessi är en stekelart som beskrevs av Peter Neerup Buhl 2006. Inostemma bonessi ingår i släktet Inostemma och familjen gallmyggesteklar. Inga underarter finns listade i Catalogue of Life.